# 奈卡水晶洞
奈卡水晶洞（西班牙語：Cueva de los Cristales），是「世界上最大的地下晶体洞穴」，洞穴內晶體為石膏而非石英，位於墨西哥奇瓦瓦沙漠奈卡山脈一帶，知名為「奈卡任務」的一組科學家積極參與研究這些洞穴，在這悶熱潮濕的環境中，人類在裡面活動超過10分鐘會有生命危險，需要穿有高科技冷卻功能的防護衣，才能進入洞穴裡。

## 形成的原因
奈卡山脈是由火山活動而形成，一直沉沒在50℃以上礦物質豐富的水中，奈卡的結晶其實是一種稱為透石膏（Selenite）的石膏結晶。

## 發現
起源是由於兩名礦工正在挖掘一條地下300（980英尺）深的隧道時意外發現的。採礦公司必須持續抽水，使得洞穴不被水淹沒。如果被停止抽水，洞穴將再次被水淹沒。

## 外部連結
- 英國廣播公司網頁上的洞穴與視頻 （页面存档备份，存于）
- 探索頻道-水晶洞穴照片
- Canyons World Wide （页面存档备份，存于）
- Crystal Cave of Giants（页面存档备份，存于）
- 墨西哥奈卡官網